# テディ (歌手)
Teddy（テディ、1982年3月5日 - ）は、日本の女性シンガーソングライター。
愛知県名古屋市出身。血液型はA型。2004年にシングル『Loving over wishing you』でデビュー。代表作は『この場所へ〜憂鬱なCross+shaped〜』2007年12月23日発売。

## 来歴
中学時代、高校時代と独学で唄を学び、大学在学時に在籍していた芸能プロダクションにて『CANAKO』として本格的な音楽活動をスタート。ハロウィンタウンへの移籍に合わせて2004年よりアーティスト・ネームを『Teddy』と改名し、シングル『Loving over wishing you』でデビュー。サード・マキシシングル『You & me forever』までは、1980年代風のメロディアスなユーロ系ポップスを展開。きらびやかな現代風のデジタル・サウンドではなく、ヴィンテージ感漂うアナログ・シンセサイザーのサウンドが基本となっている。しかし、好きなアーティストにアヴリル・ラヴィーンを挙げていることからも分かる通り、本人の意向により2007年以降はゴシックなロック・サウンドに転換している。また、大手ブログサイト『アメーバブログ』のアバター・チャット『アメーバピグ』と、インターネットでのデータ転送を利用し、世界中のアーティストとのコラボレーションや、地球規模でのグローバルな制作も行っている。

## ディスコグラフィー

### シングル
| 枚  | 発売日         | タイトル                                                                      |
| --- | -------------- | ----------------------------------------------------------------------------- |
| 1st | 2004年4月4日   | Loving over wishing you                                                       |
| 2nd | 2004年10月10日 | マキシムマン                                                                  |
| 3rd | 2006年1月1日   | You & me forever                                                              |
| 4th | 2007年12月23日 | この場所へ〜憂鬱なCross+shaped〜                                              |
| 5th | 2009年3月15日  | Welcome 2 my pink bear world                                                  |
| 6th | 2010年3月29日  | I can tell Lovely tales (作品表記は「∞゜.+。 I can tell Lovely tales +.゜∞」) |
| 7th | 2010年6月9日   | Loving over wishing you 2010                                                  |

### アルバム
| 枚  | 発売日         | タイトル                 |
| --- | -------------- | ------------------------ |
| 1st | 2012年11月22日 | Bear Beee Que Collection |